# Central Ballester Villa Ballester
Club Social y Deportivo Central Ballester – argentyński klub piłkarski z siedzibą w mieście Villa Ballester leżącym w Partido General San Martín w prowincji Buenos Aires.

## Osiągnięcia
- MIstrz V ligi (Primera D Metropolitana): 1995

## Historia
Klub Central Ballester powstał 26 października 1974 na skutek inicjatywy kibiców, niemogących pogodzić się z rozwiązaniem klubu Club Atlético Central Argentino.